# エッチ
エッチ (H) とは性的にいやらしい様、またはそういう人を指す日本語の俗語。アルファベットの H の古い日本式発音に由来する。類義語に「エロ」（エロスの略）がある。1980年代頃からは、性行為の婉曲表現の意味でも使われるようになっている。

## 概要

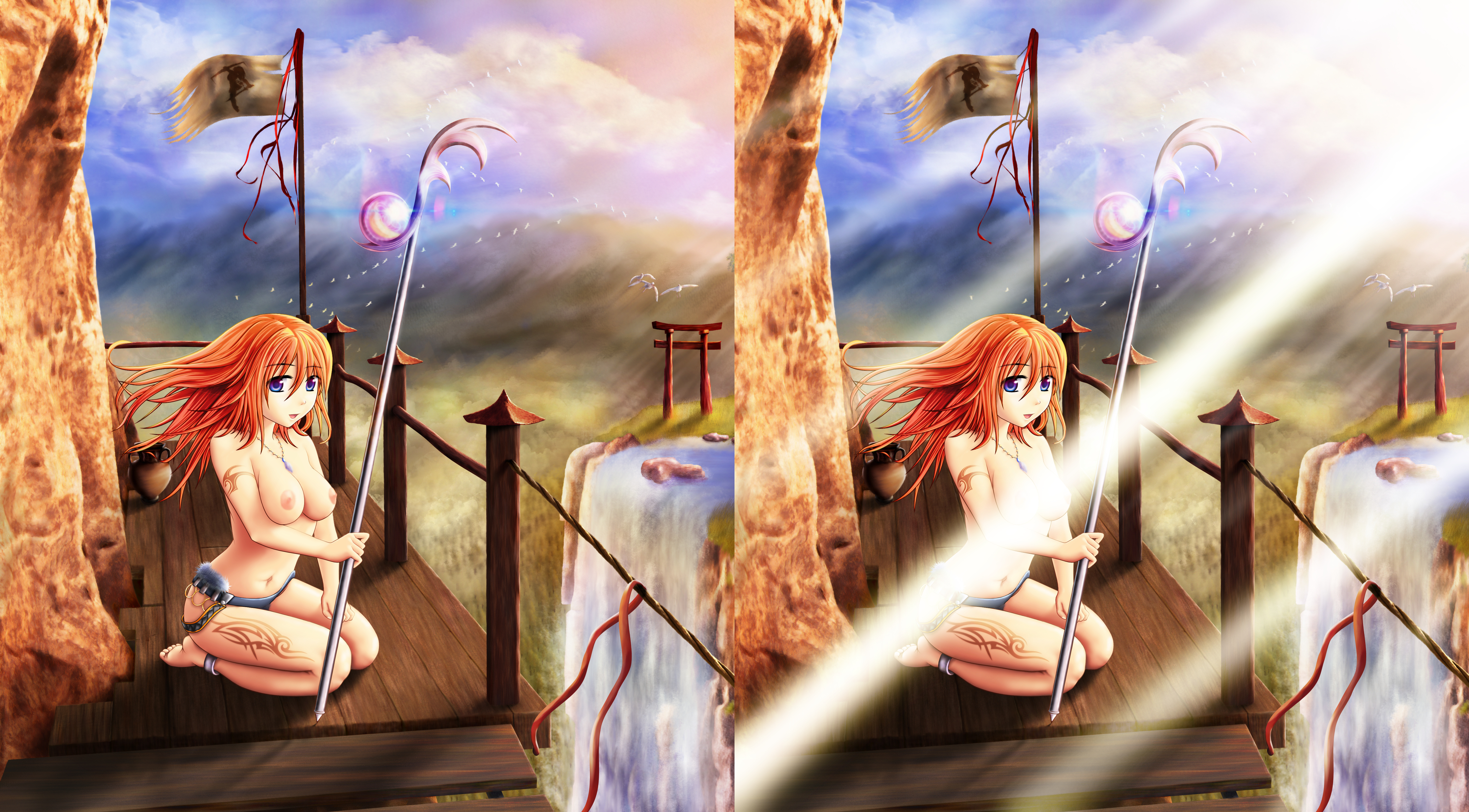
アニメにおける性的表現の検閲（光線により隠している）

古くは明治20年代から、「Husband(夫)」の隠語として女学生の間で使われた。大正時代の不良語では、鶏姦の「Hen（鶏）」の頭文字から同性愛者を意味する隠語であった。
1952年ごろ、変態 (Hentai) の頭文字「H」から、いやらしい人物や態度を（非難を込めて）指示する隠語として、日本の女学生の間で使われるようになった。1955年から1956年にかけて朝日新聞に連載された舟橋聖一の新聞小説『白い魔魚』で使われたのが、一般への流行の契機と言われる。
現在では、セックス（性行為）の婉曲的な言い方としても定着している。「エッチする」という使い方は、1980年代以降でなされ、バラエティ番組においては明石家さんま、または島田紳助が初めて発言したとされる。近年はオナニーを「ひとりエッチ」と称しており、オナホール等性具を使いオナニーする時に使う事もある為、敢えて「ひとりエッチ」とラベルと大々的に記してあるローションもある。

### 語源
- 変態 (Hentai) から、性に関する言動が露骨なこと[4][6][12][13]。
  - クラフト＝エビングの著書、『Psychopathia Sexualis』（性的精神病理,1903年）が、日本で『変態性欲心理』（1914年）という題名で翻訳出版された当時は、性科学がブームになった頃で、「変態」という言葉を冠した雑誌や書籍がいくつも刊行された。1996年、伏見憲明のインタビューを受けた男性（当時80歳）は「変態という言葉は、僕が小学生になってから出てきた言葉です。変態のHがエッチに変わっていったのです。」と発言している[14]。
- （明治）英語Husband「夫」の頭文字Hを、女学生が性的な意味で使った隠語[1][15]。
- （大正 - 昭和初め）男性同性愛者をさした「鶏姦」を、英語Hen（雌どり）の頭文字Hで隠語とした[2]男色を表す。不良仲間の隠語[16]。

### 異説
諸説が乱立している状態である。
- 英語letch（レッチ）「助平な、いやらしい」の意[注 2]。
- 1955年マリリン・モンロー主演の映画の題名、"The Seven Year Itch"（邦題「七年目の浮気」）のItch（浮気）から。
- 英語horny【形】「性欲をかき立てられて」の頭文字H [要出典]。
- 「助平」の助にあたる英語Helpの頭文字Hから、大日本帝国海軍の兵隊が隠語として使ったという説（海軍では、「淋病」をR、妻をK.A（かあちゃん）と呼ぶなど、アルファベット由来の隠語を使う趣味があった）[要出典]。
- 同じく海軍語源説として石井幸之助の著作『報道班員従軍記』（光人社）中に、隠語としてHを上げ、語源をHELL（地獄）=下に落ちる話、との記述がある[要出典]。
- 破廉恥のローマ字表記"Harenchi"の頭文字H。永井豪『ハレンチ学園』が語源であるという説。初出が1968年以降であるため語源にはならないものの、ふたたび「エッチ」が広まるきっかけとなり、子供まで「エッチ」と言うようになり問題視された[17]。
- キスをK (Kiss)、性行為を愛 (I) としたときのKやI以前の段階として、手をつなぐ、肩を寄せ合う程度から、軽い愛撫やペッティングなどの行為を「H」と称した[注 3]。あの男女はまだHの段階のつきあいであると言うような使われ方をした。1950年から1960年代中頃に言われた説。
- 自慰 (G) の後に来て、愛 (I) に繋がるのでH [要出典]。
- 女の子 (girl) の後に続くのでH [要出典]。
- erotic (eroticism) ⇒ エロチック (エロチシズム) ⇒ エロ ⇒ エ ⇒ H [要出典]
- 「えちもの　姿ばかりを飾って役に立たない柔弱な者」[18]
- 「助平だわ」を逆に読んだ「和田平助」の名前のイニシャルから[19]。
- (H)の字体が、男女同士の性交中の様子に似ていることから。縦線二本(││)が男女が並んだ姿を表し、横線一本(━)が男性器を表し、それ同士が合わさって(H)となり、性交中の姿に見えることから呼ばれるようになったという説[要出典]。

## 日本語以外の「エッチ」の用法
英語圏の国々、特にアメリカ合衆国においては、「エッチ」 (ecchi) という言葉は、日本製の漫画やアニメ、ゲーム作品の中で、性的な内容・表現を漠然と含むものに対して用いられている。具体的にはヌード、セミヌード、パンチラなどの描写を含むが、登場人物が直接的な性行為にまでは及ばないような漫画・アニメ・ゲーム作品、またはそれらを模したものを指して "ecchi" と呼ぶことが多い。これに対して露骨な性描写があるような作品については、「ヘンタイ」 (hentai) と呼ばれ、区別されている。
また、セックスと言わずにエッチと言って表現をかえることもある。
英語では、`perv`や`dirty`などで意味が通じる。